# Nicolai Albrecht
Nicolai Albrecht (* 12. Februar 1970 in München) ist ein deutscher Filmregisseur, Drehbuchautor, psychotherapeutischer Heilpraktiker und systemischer Berater (DGSF).

## Leben
Nicolai Albrecht wuchs in München auf und studierte zunächst Musikpädagogik, Musikwissenschaft und Philosophie, anschließend Regie und Drehbuch an der Deutschen Film- und Fernsehakademie Berlin (dffb). Später war er Stipendiat der DrehbuchWerkstatt München. Sein Debütfilm Mitfahrer – Jede Begegnung ist eine Chance aus dem Jahre 2003 lief auf der Berlinale als Eröffnungsfilm der Reihe Perspektive Deutsches Kino und wurde 2004 mit dem Studio Hamburg Nachwuchspreis für die beste Regie ausgezeichnet. Von 2006 bis 2008 absolvierte er eine Ausbildung zum Systemischen Berater (DGSF). Er ist niedergelassen mit einer Praxis für Psychotherapie, Coaching und Systemische Strukturaufstellungen.

## Filmografie
- 2015: HEART BARGAIN (Regie)
- 2009: Viertelstunde Frühling (Drehbuch)
- 2006: Im Namen des Gesetzes – Kinderlos (Regie)
- 2006: Im Namen des Gesetzes – Nie wieder! (Regie)
- 2006: Küstenwache – Spiel mit dem Feuer (Regie)
- 2006: Küstenwache – Vaterliebe (Regie)
- 2005: Küstenwache – Im Alleingang (Regie)
- 2005: Küstenwache – Angst vor der Wahrheit (Regie)
- 2004: Im Namen des Gesetzes – Totgeschwiegen (Regie)
- 2004: Im Namen des Gesetzes – Aus dem Leben gerissen (Regie)
- 2004: Küstenwache – Das Erbe des Matrosen (Regie)
- 2004: Küstenwache – Mann ohne Gedächtnis (Regie)
- 2003: Mitfahrer – Jede Begegnung ist eine Chance (Regie)
- 2000: Respekt (Co-Regie und Drehbuch)
- 1999: mindestens haltbar bis (Regie, Kamera, Buch)
- 1998: Cäcilia (Regie und Drehbuch)

## Auszeichnungen
- 2004: Studio Hamburg Nachwuchspreis für Mitfahrer – Jede Begegnung ist eine Chance
- 2004: Spezialpreis der Jury, Festival International du Film d' Aubagne für Mitfahrer
- 2001: Bester Film, Festival des Arts et Pédagogique, Paris für Respekt